# Rot Wie Die Liebe
Rot Wie Die Liebe (trad. Vermelho como o amor) é o décimo-quinto single da banda alemã Eisbrecher, e o terceiro do álbum Schock.
Foi lançado no dia 12 de Junho, e além de Rot wie die Liebe, o single também traz "Ozean", uma canção que não havia sido lançada em Schock. O videoclipe foi lançado no mesmo dia.

## Videoclipe
O videoclipe contém imagens do show na Rússia durante a Schock Tour, além de imagens de São Petersburgo e os membros da banda andando pela cidade.

## Faixas
| N.º            | Título                                       | Duração |  |
| 1.             | "Rot Wie Die Liebe" "(Vermelho como o amor)" | 3:48    |  |
| 2.             | "Ozean" "(Oceano)"                           | 3:09    |  |
| Duração total: | Duração total:                               | 6:58    |  |

## Curiosidade
O single foi lançado no dia 12 de junho, e coincidiu com o Dia dos Namorados no Brasil.
Predefinição:Eisbrecher
1. ↑  Sonic Seducer - Rot Wie Die Liebe